# Kavli
Kavli är en norsk livsmedelskoncern, kanske mest känd för smörgåspålägg som skinkost på tub, men även andra mejerivaror, majonnäs, kaviar på tub, salladsdressing och hårt tunnbröd ("flatbröd") ingår i sortimentet. Med 600 anställda och 1,4 miljarder norska kronor i omsättning är Kavli ett av Norges större livsmedelsföretag. Produktionsanläggningar finns i fem länder. Koncernen ägs av en stiftelse, Kavlifondet, (O Kavli og Knut Kavlis Almennyttige Fond), vars överskott till viss del går till forskning, kultur och humanitär verksamhet.  Koncernchef är Erik Volden.

## Historia
Kavli grundades 1893 som en livsmedelsbutik i Bergen av Olav Kavli. Han började 1910 att sälja ost till USA och grundade 1914 ett mejeri i Sandnes. Han uppfann 1924 den bredbara mjukosten med lång hållbarhetstid, som såldes under varumärket Primula och blev en internationell försäljningsframgång under mellankrigstiden. Sonen Knut Kavli, som redan 1924 blivit partner i firman, lanserade världens första mjukost i tub tillsammans med fadern 1929 och lade grunden till Kavlifondet 1962.
Kavli lade även grunden för American Dressing som blev en försäljningssuccé under tidiga 1990-talet.